# نسق الرسومات المتبادلة
نسق الرسومات المتبادلة (بالإنجليزية: Graphics Interchange Format اختصاراً GIF) وتقرأ جي آي إف، هو الامتداد الأشهر في (الإنترنت) ويأتي بعد امتداد جيه بيه إيه جي بالشهرة، ويعتمد الامتداد على التنسيق الجدولي لحفظ الصور ويعطي ضغطا مناسبا للصور ويعتمد خوارزمي الضغط على المساحات الأفقية التي تتميز بلون واحد، ويضغط الصور بمقدار 40% من حجمها الأصلي، ويمكن ضغط الصور أكثر بجعل جدول الألوان المخصص أقل عدد الألوان، وهو مناسب جدا للصور ذات التفاصيل الدقيقة والتي تحتوي على ألوان متشابهة. ويمكن أن يكون أحد الألوان شفافاً ليظهر ما تحت الصورة من لون، ويمكن للامتداد إنتاج صور متحركة لوضعها على الإنترنت.

## مميزات الامتداد
1. ضغطت نال مناسب للصور.
2. الحفاظ نىبمنرعلى التفاصيل الحادة للصور.
3. إمكانية احتوائه على الحركة.
4. إمكانية وجود الشفافية لجزء معين من الصور فيه.

## عيوب الامتداد
1. لا يتفوق في تصغير حجم تخزين الصور الطبيعية بالمقارنة مع الإمتدادت الإخرى.
2. لا يصلح للصور ذات الألوان الكثيرة المختلفة.
3. في الصور المتحركة يكون حجم تخزين ملفاته كبيرة بعض الشيء.